# 주자나 루치지코바

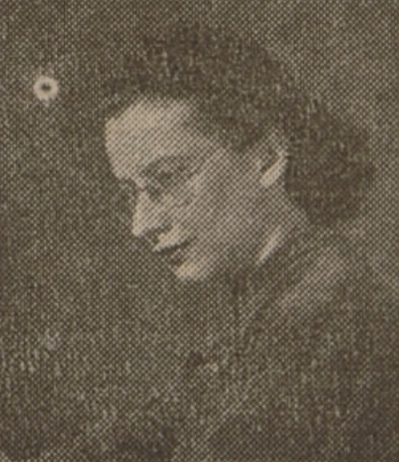

주자나 루지치코바(체코어: Zuzana Růžičková, 1927년 1월 14일 ~ 2017년 9월 27일)는 체코 태생의 하프시코드 연주자이다.
주자나 루지치코바는 1927년 1월 14일 체코에서 태어났다. 그녀는 유태계 체코인으로서 어려서 하프시코드에 뛰어난 재능으로 좋은 음악교육을 받으며 실력을 쌓고 있었으나, 14살 무렵에 나치의 홀로코스트 정책으로 제2차 세계 대전 말기에 체코 테레진 강제 수용소에 징집된다. 그 후 그녀는 폴란드 아우슈비츠 강제 수용소로 옮겨졌다가 베르겐-벨젠 강제 수용소로 다시 옮겨졌다. 전쟁이 바로 끝나 해방되었다. 하지만 수용소 생활 도중 손에 입은 큰 상처로 인해 음악활동을 할 수 없었으나 극복하였다. 그녀는 체코의 유명 작곡가 빅토르 칼라비스와 결혼하며 부부 음악가로서 명성을 떨친다. 바흐, 스카를라티의 음악을 꽤 잘 연주한다.